# 105 mm armata wz. 29 Schneider
Armata 105 mm wz. 29 Schneider (105 mm dalekonośna armata polowa wz. 29) – francuska armata polowa powstała w wyniku modernizacji armaty 105 mm wz. 13 Schneider z zakładów Schneider. Używana m.in. przez armie Polski i Finlandii, produkowana także w Polsce.

## Historia
Na uzbrojeniu armii polskiej armata znalazła się po 1918 roku. W 1930 Polska kupiła od Francji licencję na produkcję tej armaty, jak również pewną liczbę dział wyprodukowanych we Francji. Od 1934 działa były produkowane w Starachowicach, a od 1937 również w Stalowej Woli.
We wrześniu 1939 Polska dysponowała 118 działami wz. 13 i 124 wz. 29 (według innych danych 254 działami obu typów) oraz 203 000 sztuk amunicji do tej armaty. Wraz z haubicami 155 mm stanowiły podstawowy sprzęt dywizjonów artylerii ciężkiej – według etatu każdy dywizjon miał mieć 3 armaty 105 mm i 3 haubice 155 mm.
Część tych armat zdobyli Niemcy podczas kampanii wrześniowej i wprowadzili je do służby pod oznaczeniem 10.5 cm FK 29 (p). W 1940 Finlandia zakupiła od Niemiec 54 egzemplarze tych armat, które dotarły do Finlandii w październiku tego roku i otrzymały oznaczenie 105 K/29. Podczas wojny kontynuacyjnej armaty te stanowiły wyposażenie pięciu dywizjonów artylerii ciężkiej. Łącznie wystrzeliły 144869 szt. amunicji. W czasie wojny kontynuacyjnej Finlandia cierpiała na poważne braki w artylerii dalekonośnej, w związku z czym zakup poważnie wzmocnił fińskie możliwości rażenia oddalonych celów oraz prowadzenia ognia przeciwbateryjnego. Artylerzyści fińscy lubili działa, ale problematyczne okazały się zapłonniki.
Z 54 otrzymanych armat 40 dostarczono na pokładzie S/S Inga 2 października 1940, a 14 dotarło na pokładzie S/S Widor 9 października 1940. Latem 1944 roku 4 Korpus Armii Fińskiej stracił 8 dział na terenie przesmyku karelskiego. W Finlandii stosowano amunicję rozdzielnego ładowania elaborowaną trotylem, szneiderytem oraz amatolem. Nie stosowano nabojów scalonych. Po II wojnie światowej armaty zostały w Finlandii zmodernizowane poprzez wymianę kół drewnianych na pneumatyczne pochodzenia radzieckiego (prawdopodobnie od haubic 122 mm) ponadto pozbyto się przodków, przeniesiono lemiesze na pancerz i dodano odblaski pozycyjne.
Jednostka ognia do armaty wz.29: 40 nb – w tym: z granatem stalowym 39 nb tj. 14 skrz. = 742 kg, z pociskiem wskaźnikowym 1 nb tj. 1 skrz. = 53 kg, ład.miotaj. 40 szt. tj. 3skrz.= 300 kg, zapalniki 45 szt. tj. 2 skrz. = 22 kg. Większa liczba zapalników wynikała z tego, że było ich kilka typów: m.in. RYG. wz.18 (37,5%), wz. 99/15 z krótką zwłoką (50%), wz. 99/15 z długą zwłoką (12,5%). Zagadnienie różnorodności zapalników dotyczyło też innego sprzętu artyleryjskiego WP II RP. W powyższych wyliczeniach nie zastosowano zaokrągleń do pełnych opakowań.

## W zbiorach muzealnych
W zbiorach zachowało się przynajmniej dziewięć armat wz. 29:
- Nr 241 – w zbiorach prywatnych (prod. francuskiej)
- Nr 291 – Muzeum Wojsk Lądowych w Bydgoszczy (prod. francuskiej)
- Nr 293 – w zbiorach prywatnych polskich (prod. francuskiej)
- Nr 304 – Muzeum Przyrody i Techniki w Starachowicach (prod. polskiej)[1]
- Nr 317 – Muzeum Wojska Polskiego w Warszawie (prod. polskiej)
- Nr 319 – w zbiorach prywatnych polskich (prod. polskiej)
- Nr 326 – Fińskie Muzeum Artylerii w Hämeenlinna (prod. polskiej)
- Nr 3?? – Porvoo w Finlandii jako pomnik, zachowane oryginalne drewniane koła (prod. polskiej)
- Nr ??? – nieustalone miejsce w Finlandii jako pomnik. (prod. nieustalonej)

## Galeria

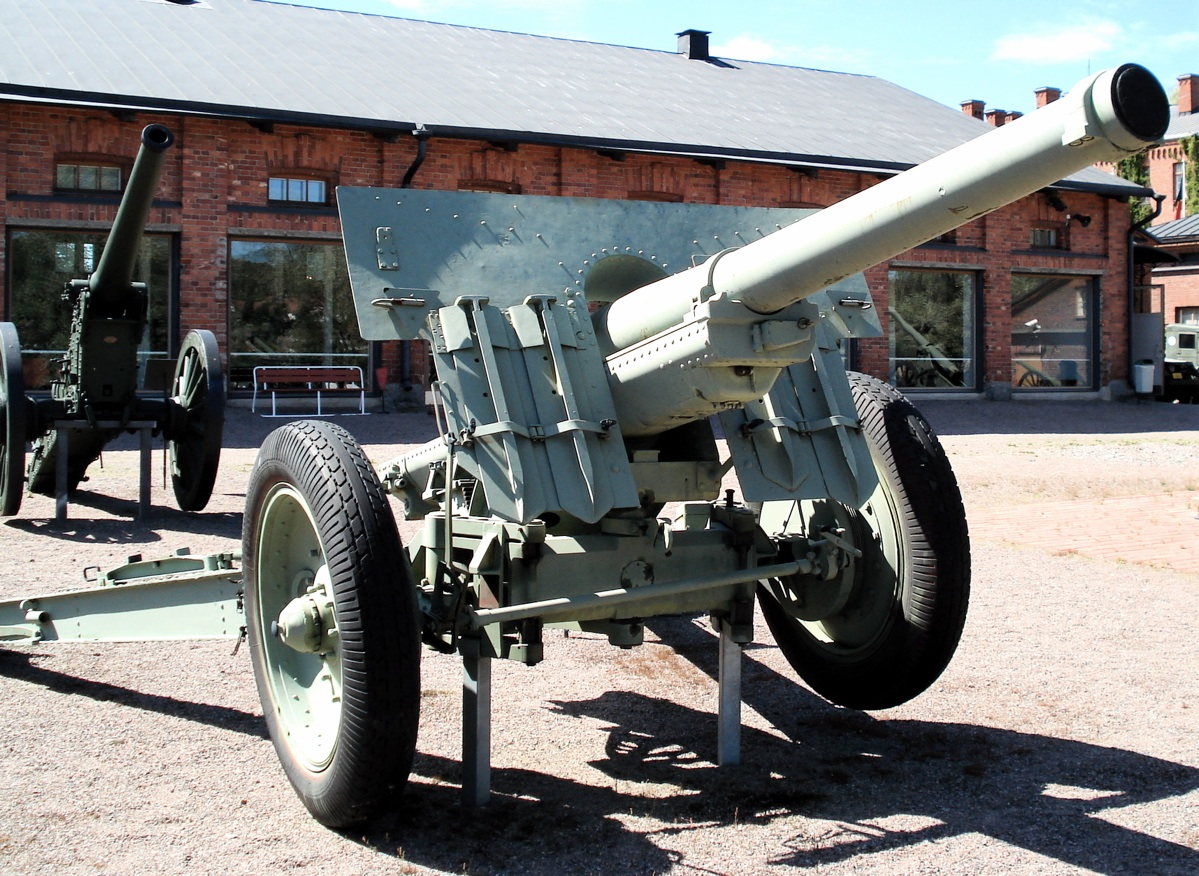
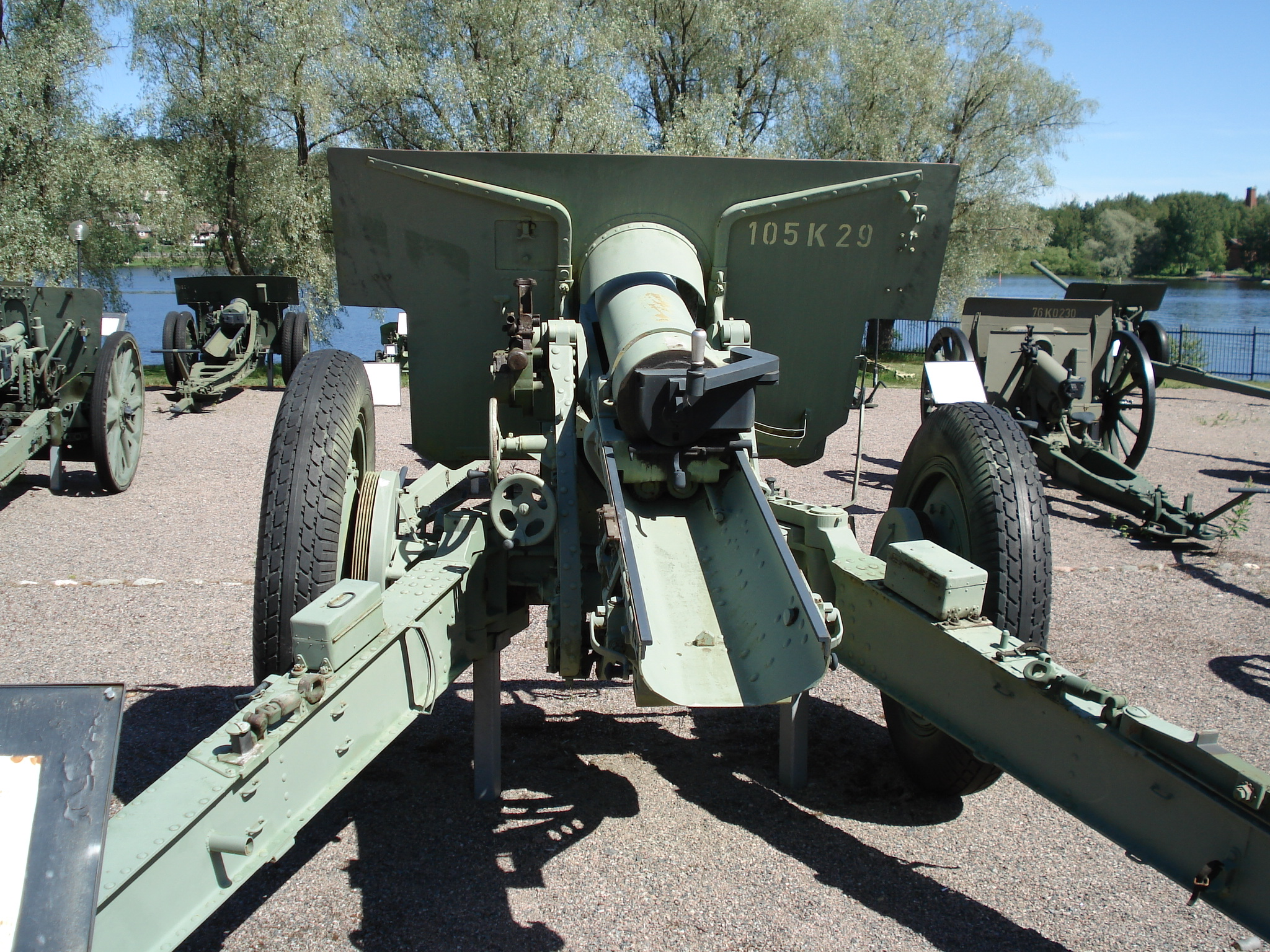
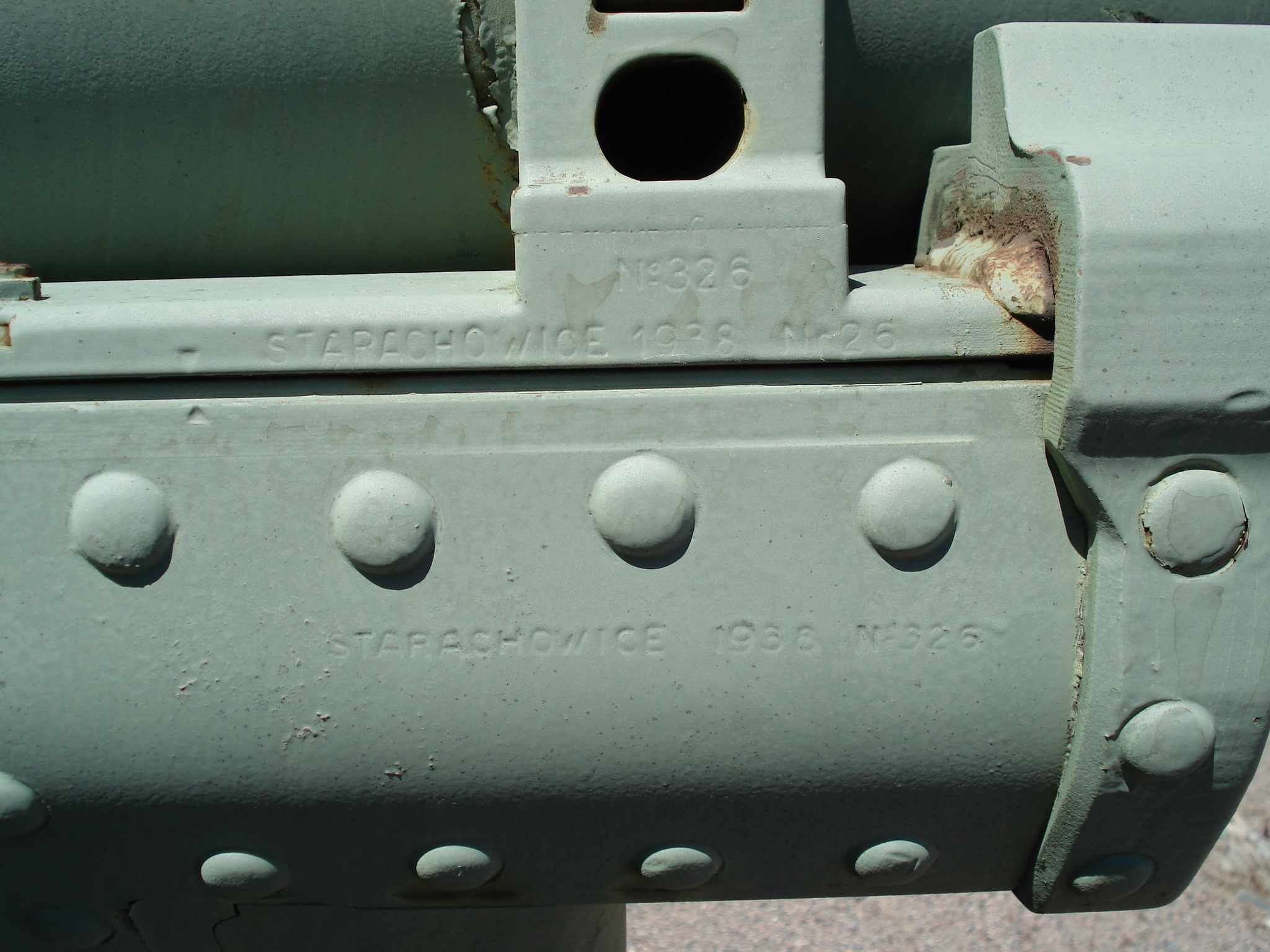
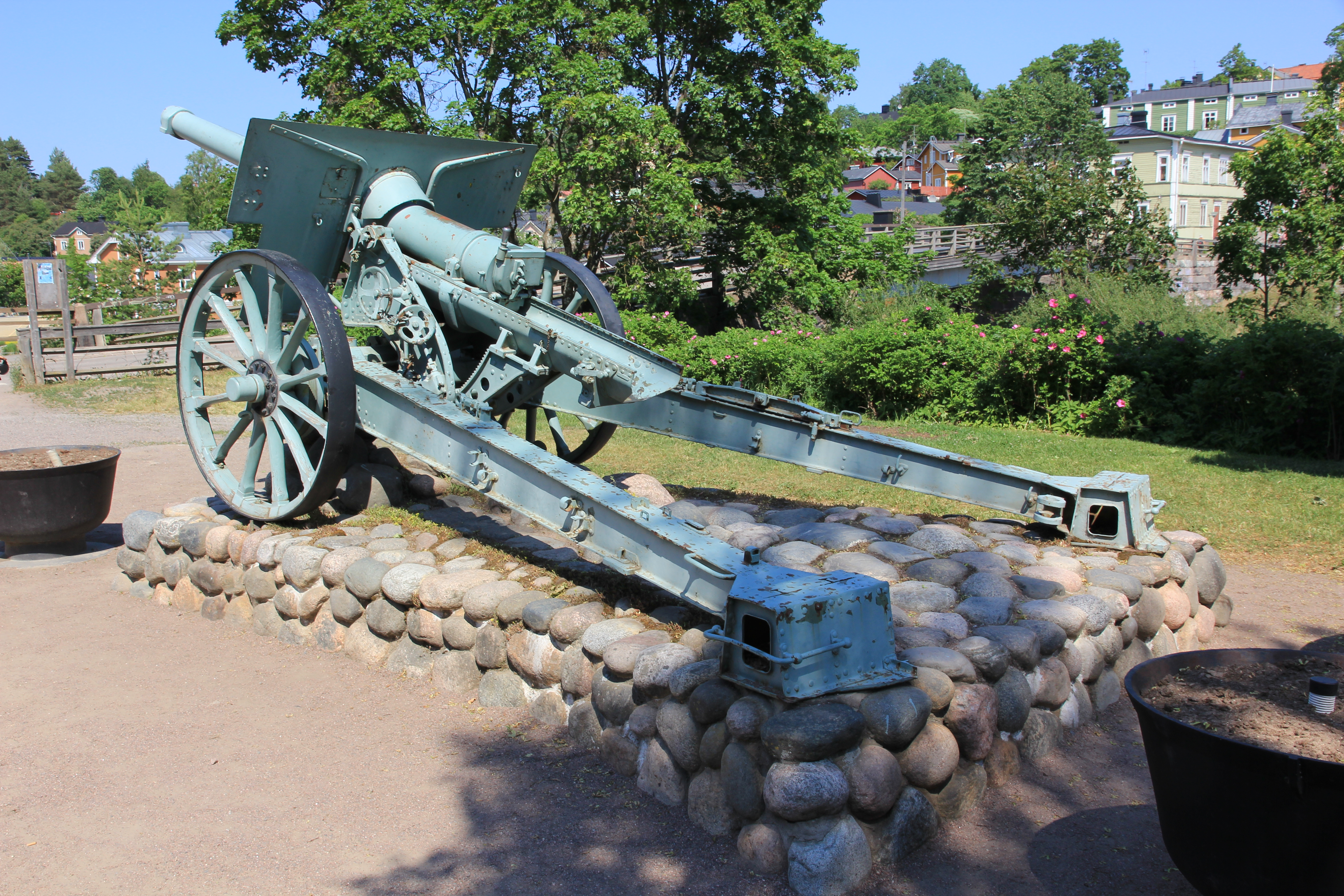
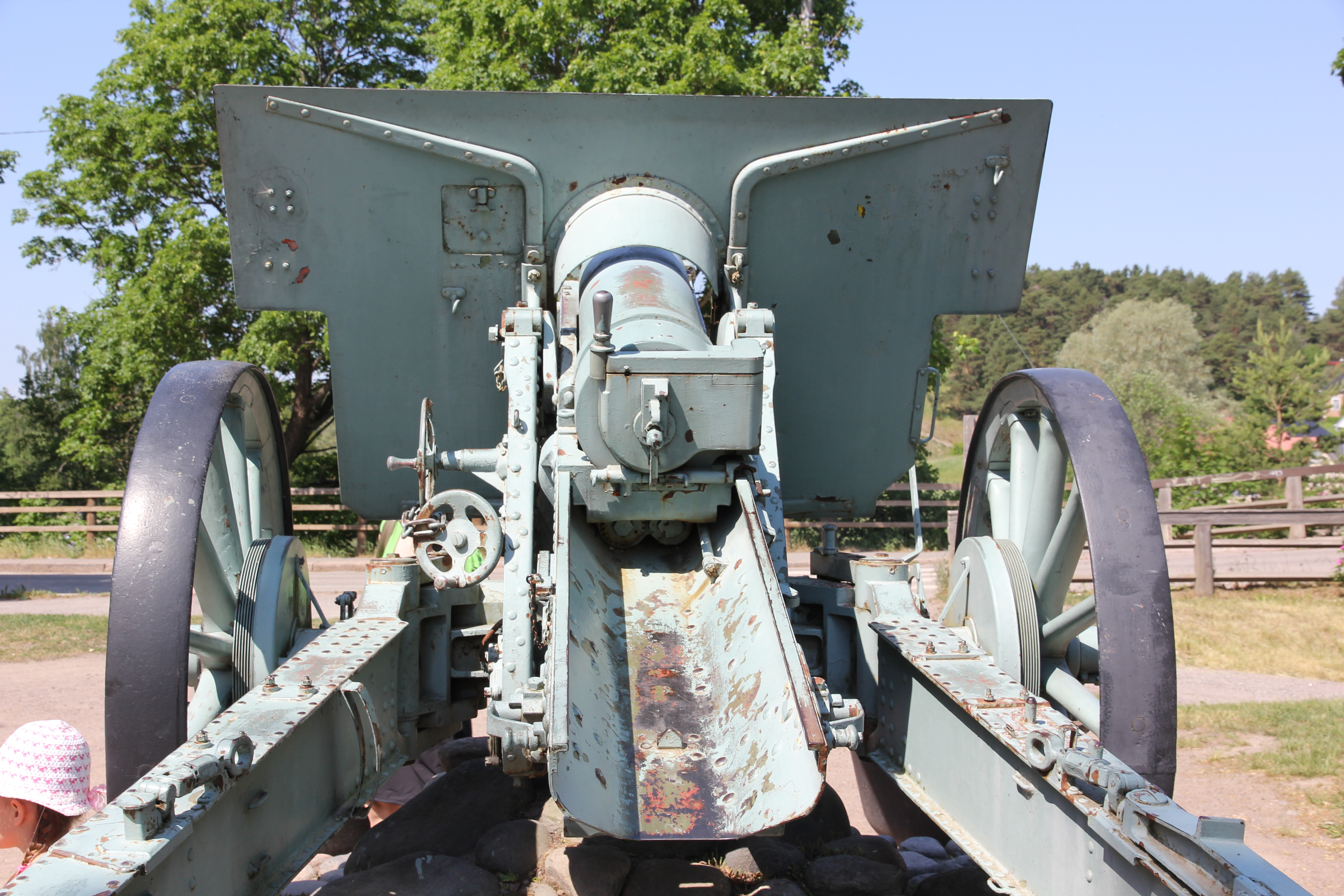
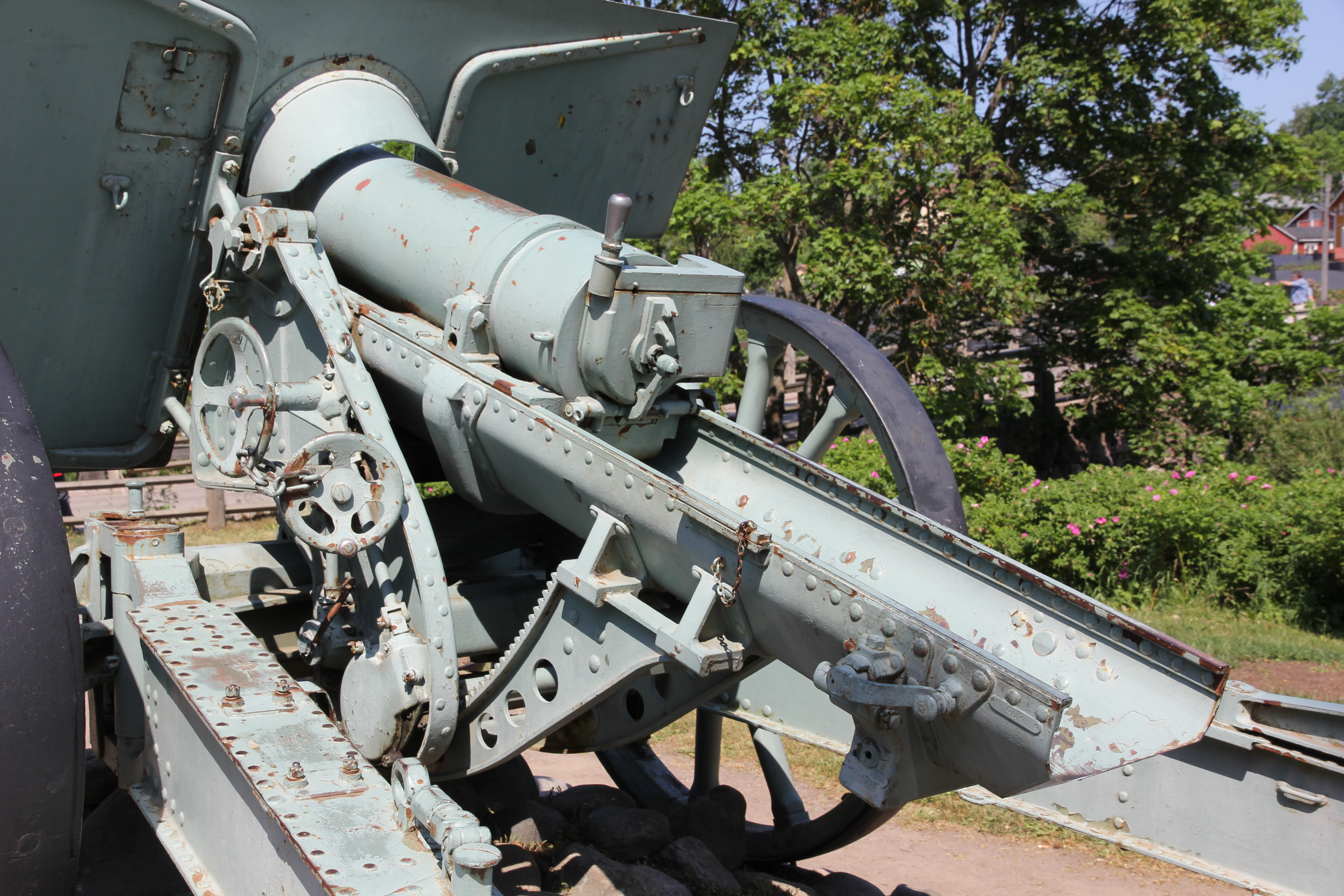

Armata 105 mm wz. 29 Schneider wyprodukowana w Starachowicach. Zdjęcia z Fińskiego Muzeum Artylerii i pomnika w Porvoo.